# Radio Active (serie televisiva)
Radio Active  è una serie televisiva canadese in 78 episodi trasmessi per la prima volta nel corso di 3 stagioni dal 1998 al 2001. È basata sulla serie televisiva in lingua francese Radio Enfer, trasmessa in Canada dal 1995 al 2001.
È una sitcom giovanile incentrata sulle vicende di un gruppo di studenti della Upper Redwood High intenti a gestire la propria stazione radio della scuola, chiamata Radio Active.

## Personaggi e interpreti
- Kevin Calvin, interpretato da Vik Sahay.
- George Goodwin, interpretato da Giancarlo Caltabiano.
- Blaire Resnickie, interpretato da Andrew W. Walker.
- Tanya Panda, interpretata da Lucinda Davis.
- Morgan Leigh, interpretata da Melissa Galianos.
- Roger Richards , interpretato da Ryan Wilner.
- Noelle Attoll, interpretata da Susan Glover.
- Lou Ann, interpretato da Ruby Ann King.

## Produzione
La serie fu prodotta da Ciné Télé Action  Le musiche furono composte da David Ari Leon.

### Registi
Tra i registi della serie sono accreditati:
- François Jobin (44 episodi, 1998-2001)
- Ross Francoeur (4 episodi, 1998)

## Distribuzione
La serie fu trasmessa Canada dal 12 settembre 1998 al maggio del 2001 sulla rete televisiva YTV. In Italia è stata trasmessa su RaiSat Ragazzi con il titolo Radio Active.

## Episodi
| Stagione         | Episodi | Prima TV Canada | Prima TV Italia |
| ---------------- | ------- | --------------- | --------------- |
| Prima stagione   | 26      | 1998-1999       |                 |
| Seconda stagione | 26      | 1999-2000       |                 |
| Terza stagione   | 26      | 2000-2001       |                 |